# Albert Vivancos Roig
Albert Vivancos Roig (Bescanó, Gerona, 2 de febrero de 1994) es un futbolista español que juega de centrocampista.

## Trayectoria
Su carrera deportiva comenzó en la cantera del Girona F. C. En 2013 alternó partidos del Girona F. C. "B" con partido del primer equipo. Antes, en 2012, estuvo a prueba en el equipo Queens Park Rangers.
El 29 de septiembre de 2013 jugó su primer partido como profesional, entrando como suplente en la derrota 0-2 contra Córdoba C. F.. El 20 de octubre del año siguiente fue cedido al C. E. L'Hospitalet hasta final de temporada, para que fuera cogiendo experiencia y minutos de juego. Al final de temporada lo recuperó el Girona F. C. y le hizo ficha de profesional y lo renovó por tres temporadas más hasta 2018
.
El 8 de enero de 2015 fue cedido hasta final de temporada al Hércules de Alicante Club de Fútbol regresando al Girona F. C. en junio. Viendo que no podría disfrutar de muchos minutos en el primer equipo, el 30 de agosto de 2016 lo cedió a la U. E. Llagostera.
El 24 de julio de 2017 el UCAM Murcia C. F., equipo que iba a competir en la Segunda División B, hizo oficial su la contratación para la temporada 2017-18. Después de ese año pasó por el Salamanca C. F. UDS y la U. E. Olot antes de recalar en julio de 2021 en el Real Unión Club.
En Irún estuvo un año antes de regresar al fútbol catalán para competir durante la temporada 2022-23 con el Terrassa F. C.